# Cinque Nazioni 1977
Il Cinque Nazioni 1977 (in inglese 1977 Five Nations Championship; in francese Tournoi des Cinq Nations 1977; in gallese Pencampwriaeth y Pum Gwlad 1977) fu la 48ª edizione del torneo annuale di rugby a 15 tra le squadre nazionali di Francia, Galles, Inghilterra, Irlanda e Scozia, nonché l'83ª in assoluto considerando anche le edizioni dell'Home Nations Championship.
Si tenne tra il 15 febbraio e il 19 marzo 1977 e fu oggetto di diverse singolarità statistiche.
La vittoria finale arrise alla Francia che conquistò il suo decimo torneo, sesto in solitaria e secondo con il Grande Slam, non concedendo alcuna meta agli avversari, prima volta dal 1913 (quando a compiere analoga impresa fu l'Inghilterra); la Francia, inoltre, si aggiudicò il titolo schierando in tutte e quattro le partite del torneo gli stessi quindici uomini e marcando 58 punti, record negativo di realizzazioni per un vincitore del torneo nell'era dei quattro punti a meta (1972-92).
Per la prima volta nella storia della competizione, infine, il vincitore della Triple Crown non si aggiudicò il torneo: nell'occasione fu il Galles a battere le altre tre rivali delle Isole britanniche senza vittoria finale, anche se raggiunse a quota 14 l'Inghilterra in tale particolare affermazione.
Il valore delle marcature, come stabilito dall’IRFB nel 1971, era: 4 punti per ciascuna meta (6 se trasformata), 3 punti per la realizzazione di ciascun calcio piazzato, mark o drop.

## Nazionali partecipanti e sedi
| Squadra     | Città     | Impianto interno   |
| ----------- | --------- | ------------------ |
| Francia     | Parigi    | Parco dei Principi |
| Galles      | Cardiff   | Arms Park          |
| Inghilterra | Londra    | Twickenham         |
| Irlanda     | Dublino   | Lansdowne Road     |
| Scozia      | Edimburgo | Murrayfield        |

## Risultati

### 1ª giornata
| Arbitro: | Norman Samson |

|                               |      |            |
| G. Davis JPR Williams Burgess | mt   |            |
| Bennett (2)                   | tr   |            |
| Bennett (2)                   | c.p. | Gibson (3) |
| Fenwick                       | drop |            |

| Arbitro: | Meirion Joseph |

|                          |      |            |
| Kent Slemen Uttley Young | mt   |            |
| Hignell (2)              | tr   |            |
| Hignell (2)              | c.p. | Irvine (2) |

### 2ª giornata
| Arbitro: | Francis Palmade |

|  |    |        |
|  | mt | Cooper |

| Arbitro: | Alan Hosie |

|                    |      |             |
| J.C. Skrela Harize | mt   |             |
| Romeu              | tr   |             |
| Romeu (2)          | c.p. | Fenwick (3) |

### 3ª giornata
| Arbitro: | Meirion Joseph |

|                    |      |                  |
| Madsen Gammell (2) | mt   | Gibson           |
|                    | tr   | Gibson           |
| Irvine (2)         | c.p. | Gibson (2) Quinn |
| Morgan             | drop | Quinn            |

| Arbitro: | Jeff Kelleher |

|         |      |          |
|         | mt   | Sangalli |
| Hignell | c.p. |          |

### 4ª giornata
| Arbitro: | David Burnett |

|                         |      |             |
| G. Edwards JPR Williams | mt   |             |
| Fenwick (2)             | c.p. | Hignell (3) |

| Arbitro: | Meirion Joseph |

|                                    |      |        |
| Paco Harize Bertranne Paparemborde | mt   |        |
| Romeu (2)                          | tr   |        |
| Romeu                              | c.p. | Irvine |

### 5ª giornata
| Arbitro: | Alan Hosie |

|               |      |                   |
|               | mt   | Bastiat           |
|               | tr   | Aguirre           |
| Gibson, Quinn | c.p. | Aguirre (2) Romeu |

| Arbitro: | Georges Domercq |

|           |      |                     |
| Irvine    | mt   | Bennett JJ Williams |
| Irvine    | tr   | Bennett (2)         |
| McGeechan | c.p. | Bennett (2)         |

## Classifica
| Pos | Squadra     | G | V | N | P | PF | PS | DP  | Pt |
| --- | ----------- | - | - | - | - | -- | -- | --- | -- |
| 1   | Francia     | 4 | 4 | 0 | 0 | 58 | 21 | +37 | 8  |
| 2   | Galles      | 4 | 3 | 0 | 1 | 66 | 43 | +23 | 6  |
| 3   | Inghilterra | 4 | 2 | 0 | 2 | 42 | 24 | +18 | 4  |
| 4   | Scozia      | 4 | 1 | 0 | 3 | 39 | 85 | −46 | 2  |
| 5   | Irlanda     | 4 | 0 | 0 | 4 | 33 | 65 | −32 | 0  |

## Letteratura d'approfondimento
- (FR) Christian Montaignac, Quinze hommes pour un Grand Chelem, Parigi, Calmann-Lévy, 1977, ISBN 2-7021-0196-8.